# Donovan
Donovan Philips Leitch (Glasgow, 10 mei 1946), beter bekend onder de naam Donovan, is een Schotse singer-songwriter die populair werd in de jaren zestig. In die tijd werd hij met zijn aan folk verwante popliedjes beschouwd als "het Britse antwoord op Bob Dylan", maar zijn liedjes waren veel optimistischer en naïever, waardoor Donovan aansluiting vond bij de hippiebeweging uit die tijd.

## Biografie

### Carrière

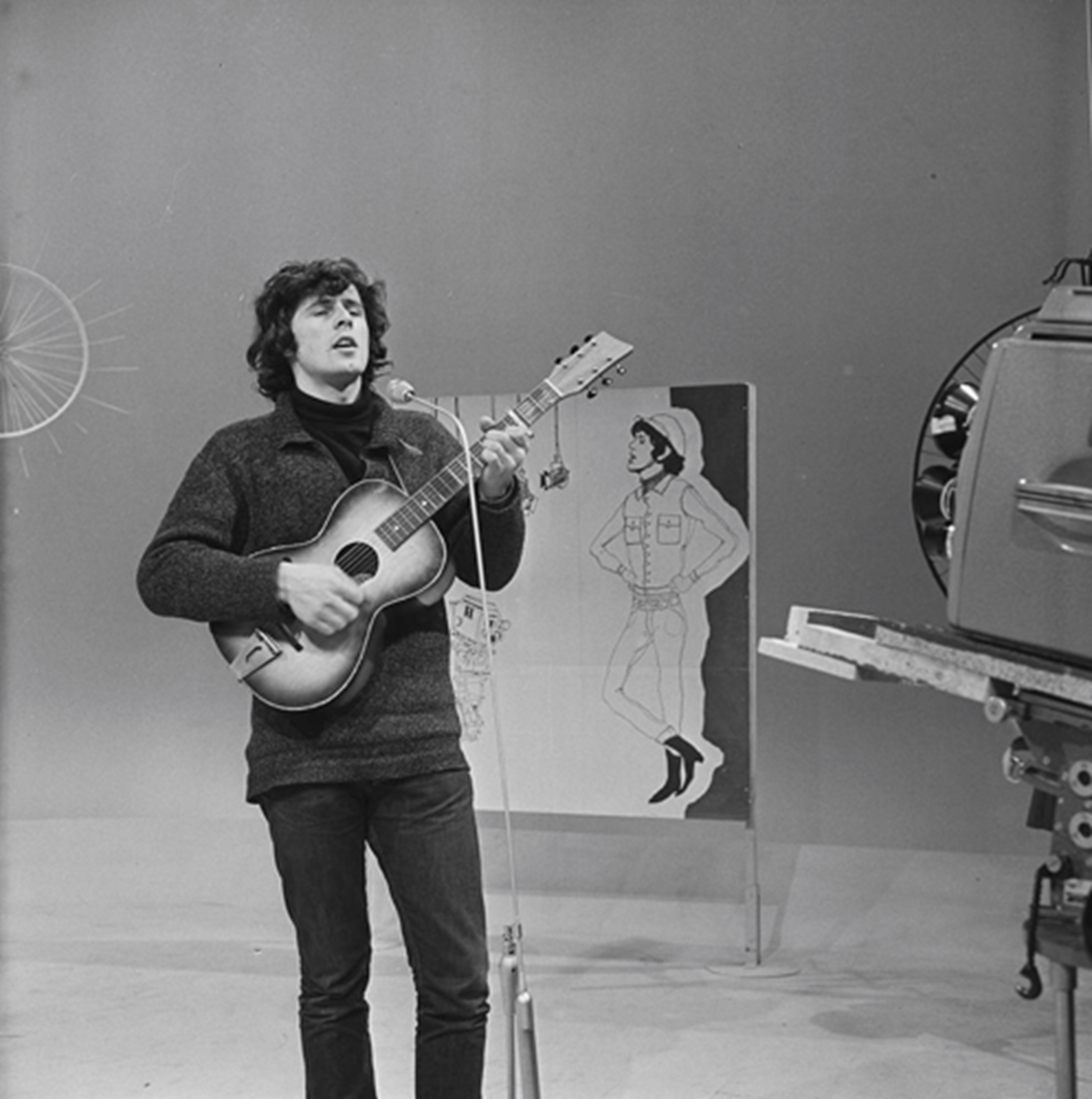
Donovan (Fanclub, 1966)

Donovan werd geboren in het Schotse Glasgow, maar groeide op in Engeland. In 1964, op achttienjarige leeftijd, nam hij een demo op. Begin 1965 had hij zijn eerste televisie-optreden bij het popprogramma Ready, Steady, Go!. Zijn optreden daar sloeg aan en hij werd vaker teruggevraagd. Na deze optredens werd zijn eerste single, Catch the Wind, uitgebracht, die al gauw in de top vijf van de Britse hitlijsten stond. Vanaf dat moment werden er vergelijkingen getrokken tussen hem en Bob Dylan. Een ontmoeting tussen hen beiden in 1965 werd vastgelegd in D.A. Pennebakers documentaire Dont Look Back, uitgebracht in 1967.
Zijn tweede single Colours werd eveneens een hit, gevolgd door de Buffy Sainte-Marie-cover Universal Soldier. Donovan ging in 1965 op tournee door de Verenigde Staten, waar hij onder andere op het Newport Folk Festival optrad. In 1966 tekende Donovan een contract bij Epic Records, waarvoor hij zijn doorbraak-lp opnam, Sunshine Superman. Het psychedelische album, waarop hij exotische instrumenten zoals de sitar en de conga gebruikt, bevatte onder andere de titeltrack, die aan beide zijden van de Atlantische Oceaan een hit werd. De single Mellow Yellow werd een grote hit en groeide uit tot het nummer waarmee Donovan nog jaren later werd geïdentificeerd.
In 1967 leverde hij het dubbelalbum A Gift from a Flower to a Garden af. Donovan reisde af naar India voor een studie met de Indiase goeroe Maharishi Mahesh Yogi (waar ook The Beatles waren). Rond die tijd raakte hij afkerig van harddrugs. In 1968 bracht hij The Hurdy Gurdy Man uit, een album met meer psychedelische en krachtigere nummers, waaronder het titelnummer en de hit Jennifer Juniper. In 1969 kwam het album Barabajagal uit, met daarop de hit Atlantis. De Jeff Beck Group speelde mee op het titelnummer.
Begin jaren zeventig trok Donovan zich terug uit het openbare leven, om in 1972 terug te keren in de film The Pied Piper. Zijn album Essence to Essence uit 1973 werd vrij slecht ontvangen en ook zijn volgende albums deden weinig. Na Lady of the Stars uit 1984 leek hij te zijn gestopt met het opnemen van platen. Pas in 1996 kwam hij weer terug met Sutras, opvallend genoeg geproduceerd door Rick Rubin. In 2004 kwam Beat Cafe uit, geproduceerd door John Chelew en bijgestaan door bassist Danny Thompson en drummer Jim Keltner.

### Persoonlijk
Donovan trouwde in 1970 met Linda Lawrence, de ex van Rolling Stone Brian Jones. Hij is de stief- en adoptievader van hun zoon Julian Brian Jones. Ook heeft hij twee kinderen met Linda, Astrella Celeste en Oriole Nebula, en twee kinderen met zijn ex Enid Stulberger, Donovan Leitch jr. en Ione Skye, die beiden acteur zijn geworden.

## Discografie

### Singles
- Catch the Wind / Why Do You Treat Me Like You Do? (1965)
- Colours / To Sing for You (1965)
- Turquoise / Hey Gyp (Dig the Slowness) (1965)
- Josie / Little Tin Soldier (1966)
- Remember the Alamo / The Ballad of a Crystal Man (Version I) (1966)
- Sunshine Superman (Version I) / The Trip (1966)
- Mellow Yellow / Preachin' Love (1967)
- There Is a Mountain / Sand and Foam (1967)

### Albums
- What's Bin Did and What's Bin Hid (1965)
- Fairytale (1965)
- Sunshine Superman (1966)
- Mellow Yellow (1966)
- A Gift from a Flower to a Garden (1967)
- For Little Ones (1967)
- Donovan in Concert (1968)
- The Hurdy Gurdy Man (1968)
- Barabajagal (1969)
- Open Road (1970)
- H.M.S. Donovan (1971)
- Cosmic Wheels (1973)
- Live in Japan: Spring Tour 1973 (1973)
- Essence to Essence (1973)
- 7-Tease (1974)
- Slow Down World (1976)
- Donovan (1977)
- Neutronica (1980)
- Love Is Only Feeling (1981)
- Lady of the Stars (1984)
- Rising (1990)
- One Night in Time (1993)
- Sutras (1996)
- Rising Again (live, 2001)
- Greatest Hits Live: Vancouver 1986 (live, 2001)
- Pied Piper (2002)
- Sixty Four (2004)
- Brother Sun Sister Moon (2004)
- Beat Cafe (2004)

### NPO Radio 2 Top 2000
| Nummers met noteringen in de NPO Radio 2 Top 2000 | '99  | '00  | '01  | '02 | '03 | '04 | '05  | '06  | '07  | '08  | '09  | '10  | '11  | '12  | '13  | '14  | '15 | '16  | '17  |
| ------------------------------------------------- | ---- | ---- | ---- | --- | --- | --- | ---- | ---- | ---- | ---- | ---- | ---- | ---- | ---- | ---- | ---- | --- | ---- | ---- |
| Atlantis                                          | 478  | 585  | 591  | 676 | 896 | 690 | 757  | 822  | 1046 | 801  | 1186 | 1295 | 1343 | 1420 | 1567 | 1894 | -   | 1981 | 1949 |
| Colours                                           | -    | 1591 | -    | -   | -   | -   | -    | -    | -    | -    | -    | -    | -    | -    | -    | -    | -   | -    | -    |
| Mellow yellow                                     | 1997 | 1894 | -    | -   | -   | -   | -    | -    | -    | -    | -    | -    | -    | -    | -    | -    | -   | -    | -    |
| Sunshine Superman                                 | -    | 1908 | -    | -   | -   | -   | -    | -    | -    | -    | -    | -    | -    | -    | -    | -    | -   | -    | -    |
| Universal Soldier                                 | 826  | 978  | 1105 | 860 | 944 | 986 | 1154 | 1225 | 1355 | 1143 | 1554 | 1553 | 1754 | -    | 1847 | -    | -   | -    | -    |

1. ↑  Een '-' betekent dat het nummer niet was genoteerd en een vetgedrukt getal geeft de hoogste notering van een nummer aan.
2. ↑  Deze tabel is bijgewerkt tot en met de laatste editie (2024).

- Biblioteca Nacional de España: XX845364
- Bibliothèque nationale de France: cb13893365z (data)
- Gemeinsame Normdatei: 109114736
- International Standard Name Identifier: 0000 0001 2136 8785
- Library of Congress Control Number: nr89010731
- MusicBrainz: 72d7d717-0837-4f2a-9641-d0f9fdd3acf7
- Bibliotheek van het Japanse parlement: 01141352
- Nationale Bibliotheek van Tsjechië: xx0023975
- Nationale Bibliotheek van Israël: 987007445418805171
- Nationale Bibliotheek van Polen: a0000002682767
- LIBRIS: 266647
- Système universitaire de documentation: 087932393
- Virtual International Authority File: 64567120
- WorldCat: E39PBJmHJ7mjtX4thYyW9Qfpfq